# Hășmaș (gmina)
Hășmaș – gmina w Rumunii, w okręgu Arad. Obejmuje miejscowości Agrișu Mic, Botfei, Clit, Comănești, Hășmaș i Urvișu de Beliu. W 2011 roku liczyła 1300 mieszkańców.